# Ново-Трокский 169-й пехотный полк
169-й пехотный Ново-Трокский полк — пехотная воинская часть Русской императорской армии.

## Места дислокации
- Вильна (1811—1895), (1913—1914)
- д. Агреста (1897)
- Олита (1899—1904)

## Формирование полка
Полк сформирован 17 января 1811 года в составе двух рот, под названием Виленского внутреннего губернского полубатальона, который 27 марта 1811 г. был переформирован в батальон. 14 июля 1816 года батальон получил название Виленского внутреннего гарнизонного батальона. В 1864 году батальон был наименован 13 августа Виленским губернским, а затем 26 августа 1874 года назван Виленским местным батальоном.
Во время русско-турецкой войны 1877—1878 гг. батальон был переформирован 18 декабря 1877 г. в четырёхбатальонный Виленский местный полк. 19 января 1878 г. из 3-го и 4-го батальонов были сформированы 61-й (впоследствии 170-й пехотный Молодечненский полк) и 62-й (в 1878 г. упразднён) резервный батальоны, а оставшиеся батальоны были соединены в июле в один батальон, который 31 августа 1878 г. назван 17-м резервным пехотным кадровым батальоном. 19 марта 1880 года батальону было пожаловано простое знамя.
В царствование императора Александра III батальону присвоено 25 марта 1891 г. наименование Ново-Трокского резервного батальона. 1 декабря 1892 г. батальон был переформирован в двухбатальонный полк и назван 182-м пехотным резервным Ново-Трокским полком.
1 января 1893 г. сформировано ещё два батальона, и полк назван 169-м пехотным Ново-Трокским полком. 27 марта 1911 г., в день 100-летнего юбилея, полку пожаловано новое знамя с надписью «1811—1911» и с Александровской юбилейной лентой.
Полковой праздник — 1 сентября.
В ходе Первой мировой войны во время Галицийской битвы 15 августа 1914 г. в штыковой атаке полк захватил 2 гаубицы и 4 пушки. 
В составе 43-й пехотной дивизии 2-го армейского корпуса полк участвовал в Восточно-Прусской операции и 26 августа/8 сентября 1914 года в ходе сражения у Мазурских озёр выдержал тяжёлый бой с тремя дивизиями противника из состава 1-го германского армейского корпуса. Полк занимал оборону у селения Арис и погиб практически в полном составе. Свыше 2000 было убито и ранено, более 1000 человек попало в плен. 

## Командиры полка
- 1848—1850 — подполковник (с 1850 года — полковник) Марков Василий Николаевич, командир батальона
- 1880—1883 — полковник Пеньковский Героним-Мартин-Николай Иванович, командир батальона
- 1894 — полковник Коссович, Лев Игнатьевич[2]
- 8.02.1895—22.05.1902 — полковник Ласточкин, Пётр Платонович
- 04.07.1902—1904 — полковник Тульничеев Евгений Иванович
- в 1908—1911 — полковник Гембицкий, Михаил Варфоломеевич
- в 1911—1912 — полковник Дементьев, Александр Петрович
- 02.11.1912—11.12.1914 — полковник Якимовский, Николай Николаевич
- 11.12.1914—03.05.1916 — полковник Николаев, Александр Панфомирович